# Letní stadion (Pardubice)
Stadion Arnošta Košťála, voorheen ook Letní stadion (Nederlands: Zomerstadion, sponsornaam sinds 2023–2025 CFIG Aréna) is een voetbalstadion in de Tsjechische stad Pardubice, waar Fortuna liga-club FK Pardubice haar thuiswedstrijden speelt. Het stadion is in 1931 geopend. Een gedeelte van het stadion heeft de status van cultureel monument.

## Geschiedenis
Het Letní stadion is gebouwd als een multifunctioneel stadion met rond het voetbalveld een 400 meter lange atletiekbaan en een 500 meter lange wielerbaan. Op 31 mei 1931 werd het stadion geopend onder toeziend oog van de toenmalige Tsjecho-Slowaakse president Tomáš G. Masaryk. Tussen 1937 en 1946 speelde SK Pardubice voetbal op het hoogste Tsjecho-Slowaakse niveau in dit stadion. In 1947 verrees direct naast het stadion het Zimní stadion (Winterstadion), waarna men in Pardubice ter onderscheiding het oude stadion Letní stadion (Zomerstadion) is gaan noemen. Vanaf 1956 maakte de wielerafdeling van Dukla Pardubice gebruik van het Letní stadion. In het seizoen 1968/69 werd opnieuw op het hoogste Tsjecho-Slowaakse niveau voetbal gepeeld in het Letní stadion ditmaal door TJ VCHZ Pardubice. De wielerbaan rond het veld is in 2000 afgebroken. Tussen 2020 en 2023 is het stadion gerenoveerd om aan de licentievoorwaarden voor Fortuna liga-voetbal te voldoen. Op 4 februari 2023 speelde FK Pardubice haar eerste thuiswedstrijd in de Fortuna liga in het gerenoveerde stadion tegen SK Slavia Praag.

## Naamsveranderingen
- Masarykův všesportovní stadion
- eind jaren '30 – Stadion Oty Resche
- 1948 – Gottwaldův stadion
- ? – Letní stadion
- 2023 – CFIG Aréna

Andrův stadion (SK Sigma Olomouc) ·
Ďolíček (Bohemians Praag 1905) ·
Fotbalový stadion Střelecký ostrov (SK Dynamo České Budějovice) ·
Letní stadion (FK Pardubice) ·
Malšovická aréna (FC Hradec Králové) ·
Městský stadion (MFK Karviná) ·
Městský stadion (FK Mladá Boleslav) ·
Městský stadion v Ostravě-Vítkovicích (FC Baník Ostrava) ·
Městský fotbalový stadion Miroslava Valenty (1. FC Slovácko) ·
Na Julisce (FK Dukla Praag) ·
Stadion Na Stínadlech (FK Teplice) ·
Fortuna arena (SK Slavia Praag) ·
Stadion města Plzně (FC Viktoria Pilsen) ·
Stadion Sparty na Letné (AC Sparta Praag) ·
Stadion Střelnice (FK Jablonec) ·
Stadion u Nisy (FC Slovan Liberec)
Andrův stadion (SK Sigma Olomouc „B“) ·
Letná (FC Zlín) ·
Městský fotbalový stadion Srbská (FC Zbrojovka Brno) ·
Městský stadion (Slezský FC Opava) ·
Městský stadion v Kotlině (FK Varnsdorf) ·
Městský stadion v Ostravě-Vítkovicích (FC Baník Ostrava „B“) ·
Hřiště v Kvapilově ulici (FC Silon Táborsko) ·
Sportovní areál Drnovice (MFK Vyškov) ·
Sportovní areál Na Chvalech (SK Slavia Praag "B") ·
Stadion FK Viktoria Žižkov (FK Viktoria Žižkov / AC Sparta Praag „B“) · 
Stadion SK Líšeň (SK Líšeň 2019) ·
Stadion v Jiráskově ulici (FC Vysočina Jihlava) ·
Stadion v Kollárově ulici (FC Sellier & Bellot Vlašim) ·
Stadion Za Místním nádražím (1. SK Prostějov) ·
Stadion Za Vodojemem (MFK Chrudim) ·
Stadion Evžena Rošického · Strahovstadion